# Sabera metallica
Sabera metallica là một loài bướm thuộc họ Hesperiidae. Nó được tìm thấy ở Papua on New Guinea.
Chiều dài cánh trước là ca. 15,5 mm.